# Agogwe

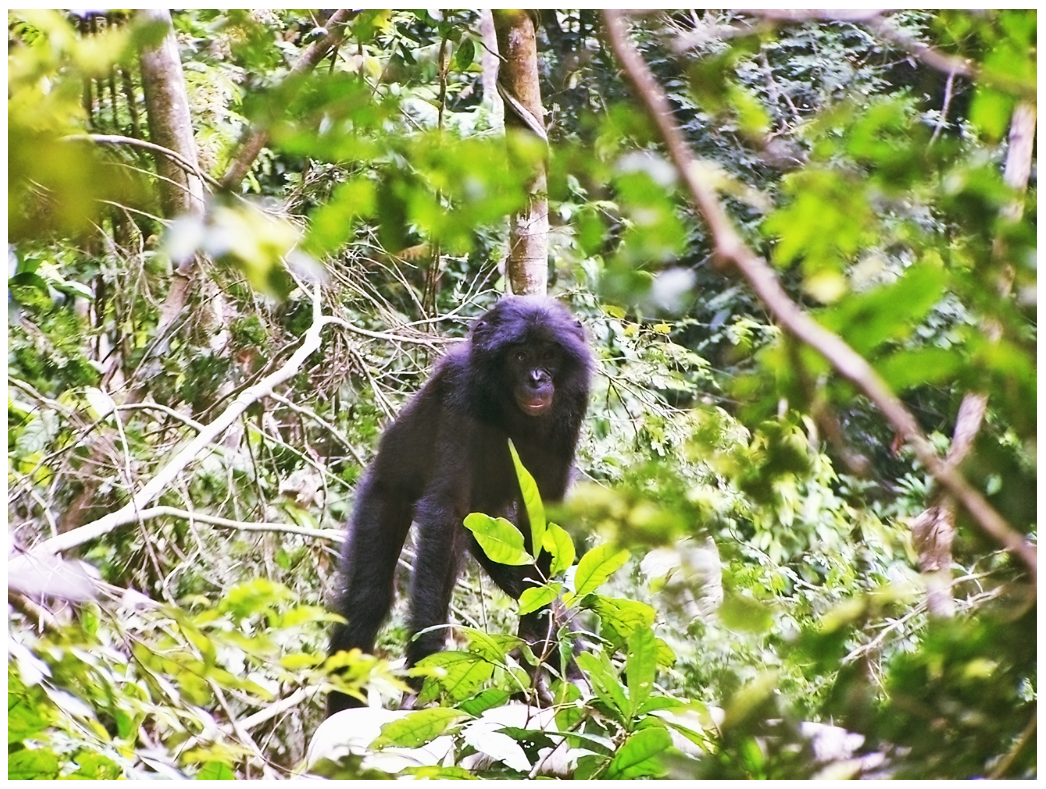
Tinh tinh lùn là nghi phạm hàng đầu cho giả thiết về người Aogwe

Agogve là một sinh vật bí ẩn được cho là có hiện diện tại vùng Đông Phi ở Kenya và Uganda, nó có một số điểm tương đồng với người Almas, nhưng tầm vóc nhỏ hơn và thường được mô tả như những con khỉ Bonobo (tinh tinh lùn) đi thẳng đứng có một số nét giống con người như tay dài, thân thanh mảnh và lông màu đỏ cam. Nó còn được gọi với những cái tên như kakundakari hay kilomba hay agogure hoặc agogue.
Nhiều nhà khoa học tin rằng, sinh vật bí ẩn này là một trong những tổ tiên còn sót lại của nhân loại. Nhiều người tin rằng người Agogve là dấu tích sót còn lại của chủng tộc Australopithecus, sống ở châu Phi khoảng 4 triệu năm trước đây. Chúng đã thu hút sự chú ý quan tâm của rất nhiều nhà nghiên cứu và thợ săn trong thế kỷ XIX và đầu thế kỷ XX và họ cho rằng, đây chính là một trong những tổ tiên còn sót lại của nhân loại.

## Địa điểm
Người rừng tí hon Agogwe được nhìn thấy nhiều lần ở Tanzania là một quốc gia trên bờ phía Đông của châu Phi. Nó cũng đã được nhìn thấy ở Bờ Biển Ngà, nơi người bản địa gọi với cái tên là Sehite. Còn ở Zimbabwe, chúng được nhìn thấy và gọi bằng cái tên Kakundakari hoặc Kilomba. William Hitchens một nhà nghiên cứu về sư tử ở Đông Phi đã có những ghi chép đầu tiên về Agogwe vào thập niên 1900. Trong một lần đi săn, ông đã vô tình nhìn thấy sinh vật kì lạ này. Khi trở lại châu Âu, ông thuật lại toàn bộ câu chuyện với báo chí về cuộc gặp gỡ với Agogwe và thu về một số tiền lớn.
Rất nhiều người cho rằng, đây chỉ là trò lừa bịp nhưng nhiều nhà thám hiểm, khoa học vẫn tin, đây là một loài vật có liên quan mật thiết tới nguồn gốc con người.Nhiều nhà nghiên cứu bắt đầu di chuyển tới Đông Phi để tìm kiếm Agogwe. Thế nhưng mọi thông tin về loài vật này đều biệt tăm, mãi cho tới năm 1938, Cuthbert Burgoyne là một nhà khoa học đã viết một bức thư gửi tới cho tạp chí London Discovery. Trong đó, ông trình bày chi tiết về cuộc gặp gỡ mà ông và vợ đã có khi đi du lịch dọc theo bờ biển châu Phi trên một chiếc thuyền chở hàng của Nhật Bản vào năm 1927.
Charles Cordier, người làm việc cho các vườn thú và viện bảo tàng đã bắt gặp một Agogwe tại nước Cộng Hòa Zaire trong cuối thập niên 1950. Khi đấy, Cordier đang đi săn và nghe thấy tiếng chiếc bẫy thòng lọng của ông rung lên. Ông tin chắc mình đã bắt được một con thú lớn, nhưng khi tới nơi, trước mắt là một sinh vật kỳ lạ, nó đã tự giải thoát để trốn mất.

## Đặc điểm
Tập hợp những miêu tả của nhiều nhân chứng, có thể thấy nó là sinh vật hình người với lớp da đầy lông lá. Agogwe là những sinh vật nhỏ nhắn, hình người, vô cùng bí ẩn. Nhưng dù với cái tên nào sinh vật này vẫn được mô tả chung với vẻ bề ngoài như một loài linh trưởng có thân hình không quá lớn, cao tầm 1m. Điều đặc biệt là chúng có thể đi bằng hai chân, dáng đứng thẳng, cơ thể lông lá, khuôn mặt rất giống người tiền cổ. Agogwe có dáng đi rất giống người dù cho thân thể toàn lông lá.
William Hitchens miêu tả chúng nhìn như con người, cao khoảng 1m, toàn thân phủ lông màu vàng dày đặc, lông ở đầu màu đỏ. Sinh vật này chạy rất nhanh dù có đang vác trên người gậy gộc và đá. Có vẻ như, nó đang chuẩn bị tham gia một cuộc săn bắn. Người thổ dân đi cùng William nói rằng, đây là các Agogwe là những vị thần rừng nhỏ bé trong truyền thuyết địa phương. Những sinh vật linh thiêng này sẽ bảo vệ rừng và con người nơi đây. Điều đặc biệt là chúng không giao tiếp với nhau bằng hành động mà qua một thứ ngôn ngữ lạ kì. William quyết định đuổi theo chúng và bắn hạ, nhưng kì lạ thay, viên đạn không thể xuyên qua lớp lông dày trên người Agogwe.
Theo câu chuyện của Burgoyne, các Agogwe rất đặc biệt: Chúng tôi đã có cơ hội quan sát Agogwe ở vị trí khá gần trên một bãi biển với nhiều bụi cây mà phía trên có vài chục con khỉ đầu chó đang kiếm ăn. Bỗng nhiên từ trong bụi rậm, hai sinh vật màu nâu đỏ, nhỏ đi ra khỏi bụi cây và xua đuổi các con khỉ đầu chó. Những sinh vật này có dáng đứng thẳng, di chuyển như con người và dường như chúng đang giao tiếp với nhau bằng tiếng nói kì lạ. Sau đó, một người bạn của tôi trông thấy các sinh vật tương tự đi qua từ một bụi cây gần đó. Một thợ săn tính bắn hạ nó nhưng những người bản địa lớn tiếng ngăn cản ông ta.
Theo ông Cordier nó là một sinh vật nhỏ thó có dáng giống con người và toàn thân phủ lớp lông đỏ cam. Điều thú vị, con vật không hề sợ hãi, nó trở mình, ngồi dậy, mở cái thòng lọng đang buộc vào đôi chân và chạy đi trước sự ngỡ ngàng của Cordier. Ông đã ngạc nhiên và cho rằng, đó là một sinh vật quá thông minh.

## Giả thiết
Xung quanh sự tồn tại của sinh vật này, có các giả thiết đặt ra về nguồn gốc của sinh vật bí ẩn nêu trên trong đó đáng chú ý là các loài linh trưởng lớn có hình dáng tương tự con người:

### Vượn người
Có giả thiết cho rằng Đây là tổ tiên của con người. Nhiều nhà khoa học tin rằng, Agogwe chính là các cá thể còn sót lại của Australopithecus, chi vượn người phương Nam đã tuyệt chủng. Đây là một mắt xích quan trọng chuyển từ giai đoạn vượn sang người và chúng đã tuyệt chủng cách đây ít nhất 3-4 triệu năm. Vì đang trong giai đoạn chuyển tiếp nên các Australopithecus mang những đặc điểm của cả người và vượn: có dáng đi thẳng bằng hai chân, sống dưới đất nhưng leo trèo giỏi và cơ thể nhiều lông lá. Chính vì vậy, rất có thể các Agogwe chính là những tổ tiên loài người còn may mắn sót lại và tiến hóa theo hướng khác, cơ thể thu nhỏ lại và phát triển một ngôn ngữ riêng để đối phó sự săn bắt của con người một cách dễ dàng. 

### Tinh tinh
Một số khác nghiêng về giả thuyết Agogwe chính là loài vượn Bonobo nhưng đã bị đột biến gene trở thành một loài mới có màu lông đỏ cam. Đây là loài sinh vật có kiểu gene giống với kiểu gene của con người đến 98,4%. Các cuộc nghiên cứu về trí thông minh của các loài linh trưởng mới đây chỉ ra, nhóm vượn Bonobo có khả năng thực hiện các điệu bộ bằng đầu như gật, cúi, lắc để giao tiếp với đồng loại. Kích thước cơ thể của Bonobo cũng khá nhỏ, từ 1-1,2m, giống như chiều cao khiêm tốn của Agogwe trong các văn bản mô tả. Liệu rằng trong điều kiện tự nhiên, vượn Bonobo đã phát triển thành một loài mới có khả năng giao tiếp và dáng đứng thẳng như loài người.